# 西原弘
西原 弘（にしはら ひろし、1966年- ）は、日本の教育学者、元和歌山信愛女子短期大学教授。株式会社こども未来創造舎代表取締役CEO。児童発達支援事業所ガタンゴトン（大阪市福島区）の所長。

## 略歴
大阪府生まれ。1990年大阪府立大学卒、同年伊丹市役所に入職（福祉部障害福祉課）。知的障害者更生施設伊丹市立さつき学園での勤務がきっかけで、知的障害児教育を志し、1991年より大阪市立住之江養護学校教諭。大阪市教育センター指導主事、大阪市こども相談センター教育相談担当係長、大阪市教育委員会インクルーシブ教育推進担当主任指導主事を経て、2017年和歌山信愛女子短期大学講師、2018年准教授、2019年教授。2021年3月退職。特別支援教育が専門。公認心理師。
2021年より株式会社こども未来創造舎代表取締役CEO。児童発達支援事業所ガタンゴトン（大阪市福島区）の所長。

## 著書
- 『怒りの感情コントロール』公益財団法人大阪特別支援教育振興会 月刊「育誠」2014

### 共編著
- 『児童青年の発達と「性」の問題への理解と支援 : 自分らしく生きるために包括的支援モデルによる性教育の実践』小野 善郎【監修】/ 和歌山大学教育学部附属特別支援学校性教育ワーキンググループ【編著】 福村出版 2019